# Зварювальний факультет НТУУ «КПІ»
Зварювальний факультет (Скор. ЗФ) — один із факультетів Національного технічного університету України «Київського політехнічного інституту», має IV рівень акредитації і входить до складу заснованого у 2002 році Спільного факультету машинобудування Національного технічного університету України «КПІ» і Магдебурзького університету ім. Отто фон Геріке.
З 2020 року входить до складу Навчально-наукового інституту матеріалознавства та зварювання імені Є.О. Патона КПІ ім. Ігоря Сікорського.

Факультету готує:
- бакалаврів (4 роки навчання)
- спеціалістів (1,5 роки навчання)
- магістрів (2 роки навчання)
- міжнародних інженерів зварювання (IWE)

## Історія факультету

### Створення факультету
Київ — столиця зварювання. Це твердження, розповсюджене серед зварювальників України та за кордоном, відображає відомі історичні події. Завдяки видатним організаторським здібностям і роботі вченого, засновника вітчизняної школи зварювальників Євгена Оскаровича Патона, Київ став найбільшим в світі центром зварювальної науки. Окремим етапом на шляху його розвитку був 1948 рік, коли в Київському політехнічному інституті було організовано зварювальний факультет, до складу якого входила одна кафедра — зварювального виробництва. Засновником і першим завідувачем кафедри зварювального виробництва був професор Є. О. Патон (з 1935 до 1938 року).
У 110-річній історії Національного технічного університету України «Київський політехнічний інституту» Євгенію Оскаровичу Патону належить не одна сторінка. За 34 роки (з невеликою перервою) роботи в КПІ на посаді завідувача кафедри мостів і завідувача кафедри зварювального виробництва, декана інженерного факультету Є. О. Патон заснував науково-педагогічні школи мостобудівництва і зварювання, залишивши в політехнічному інституті не лише «Патонівський шов», але й відомі Патонівські семінари. На відміну від освітніх центрів Європи і Америки, де спеціальність зварювальника отримували завдяки післявузівській перепідготовці, педагогічні школи Є. О. Патона взяли за основу принцип формування інженера-зварювальника з першого року навчання в вузі, принцип поєднання теоретичної і практичної підготовки студентів та змістовне підпорядкування підготовки спеціалістів практичним задачам зварювального виробництва, а також ставили високі вимоги до навчальних робіт студентів, широко залучали до цих робіт вчених, спеціалістів Академії наук і виробництва. Такий підхід обумовив виведення кафедри зварювального виробництва зі складу механічного факультету, на довгі роки ставши передумовою діяльності науково-педагогічного колективу зварювального факультету.
Протягом років, що минули з моменту заснування зварювального факультету, змінився його склад, виникли нові задачі зварювального виробництва, але педагогічні школи історично так склалися, що постійно розвивали основні принципи академіка Є. О. Патона, реалізуючи «тріаду»: наука — виробництво — кадри. На всіх етапах на факультеті і кафедрах, завдяки єдності цілей і консолідуючих ідей, формувались нові творчі педагогічні школи, що об'єднали колектив факультету.

### Факультет в період післявоєнних років
В період післявоєнних років необхідність відновлення народного господарства, високого росту промисловості, розвитку оборонного комплексу вказували на необхідність широкого впровадження у виробництво нових технологій і відповідного кадрового забезпечення. За ініціативою академіка Є. О. Патона в постанові Ради Міністрів СРСР у 1947 році про розвиток зварювального виробництва було прийнято положення про організацію зварювального факультету в Київському політехнічному інституті.
Організатором і першим деканом зварювального факультету з 1948 по 1950 рік був відомий вчений, Заслужений діяч науки і техніки України, доктор технічних наук Михайло Миколайович Гапченко. Професор Гапченко М. М. працював в КПІ з 1944 до 1991 рр. На посаді декана механічного факультету він забезпечив організаційне становлення і провів перший набір викладацького складу нового факультету.

### Факультет в період 1950—1955рр.
В 1950—1955 рр. деканом зварювального факультету був кандидат технічних наук, професор Іван Петрович Трочун, відомий спеціаліст в галузі розрахунку і проектування зварних конструкцій. Професор І. П. Трочун приділяв багато уваги методичній роботі, сформував принципи підготовки інженерів-механіків зі спеціальності «Обладнання і технологія зварювального виробництва», розробив програми багатьох дисциплін, що збереглися до сьогодні в навчальних планах інженерів-зварників. Він заклав фундамент формування на факультеті колективу однодумців, становлення студентського наукового співтовариства, системи студентського самоуправління.
Зварювальний факультет, як окрема структурна одиниця існував в КПІ до 1955 року, коли чергова реорганізація вищої школи привела до об'єднання його з механічним, а в подальшому — до утворення механіко-машинобудівного факультету. До 1955 року було підготовлено 165 інженерів. Багато хто з випускників тих пам'ятних років стали видатними вченими і інженерами, організаторами і керівниками виробництва. Серед них: академіки НАН України І. К. Походня і С. К. Кучук-Яценко, провідні вчені доктор технічних наук Ю. А. Юзвенко, кандидати технічних наук Д. М. Кушнєрьов, А. Д. Котвицький, М. І. Коперсак, І. М. Жданов, В. М. Бернадський, І. М. Савич, М. С. Самотрясов, В. І. Терещенко, відомі спеціалісти С. Н. Аккуратнова, С. Н. Вівсік, А. Г. Корон, А. І. Єрошенко, Н. М. Яворська і багато інших.

### Період 1955—1972рр.
Наступні 17 років (до 1972 р.) інженерів-зварників готував механіко-машинобудівний факультет, найстаріший факультет в складі Національного технічного університету України «Київський політехнічний інститут». Незважаючи на короткочасність першого періоду існування зварювального факультету, саме тоді були закладені основи багатьох наукових шкіл, що успішно працюють і в наш час. Перші аспіранти Є. О. Патона у післявоєнний час М. А. Горпенюк і Л. О. Бялоцький, в подальшому стали доцентами. І. П. Трочун, тоді вже кандидат технічних наук, під керівництвом Є. О. Патона став розробляти інженерний метод розрахунку зварювальних напружень і деформацій, що був опублікований ним у 1964 р. в монографії «Внутренние усилия и деформации при сварке». Особливо плідно розвивалась наукова робота в період з 1947 до 1957 рр., коли завідувачем кафедри зварювального виробництва був академік К. К. Хрєнов. Значного розвитку досягли наукові роботи, пов'язані з дослідженням зварювальної дуги, кисневим різанням низького тиску, контактним конденсаторним зварюванням, і особливо роботи, пов'язані з розробкою керамічних флюсів для зварювання і наплавлення. В той час на факультеті спільно з академічним Інститутом електродинаміки було створено лабораторію електротермії, наукові співробітники якої разом з викладачами кафедри зварювального виробництва започаткували електричні основи зварювання. Аспірант кафедри зварювального виробництва, а потім її доцент Г. Б. Сердюк в 50-ті роки вперше в КПІ почав викладати загальнонаукову дисципліну «Промышленная электроника», створив проблемну науково-дослідницьку лабораторію магнітного керування дугою. З 1963 р. цей науковий напрямок очолював В. П. Черниш. В 1969 р. на посаду завідувача кафедрою зварювального виробництва (за сумісництвом) було запрошено завідувача відділом ІЕЗ доктора технічних наук, професора Бориса Сергійовича Касаткіна, який керував кафедри до 1972 року. Його діяльність сприяла суттєвому розширенню і зміцненню всебічного творчого співробітництва між кафедрою і ІЕЗ ім. Є. О. Патона. В різні роки на факультеті викладали відомі вчені інституту електрозварювання: М. М. Воропай, Ю. Я. Грецький, В. М. Замков, Ф. М. Кисилевський, С. І. Кучук-Яценко, Г. І. Лєсков, В. І. Махненко, Б. А. Мовчан, В. Е. Моравський, В. Ф. Мошкін, В. Є. Патон, А. Г. Потап'євський, В. Р. Рябов, В. А. Тимченко, А. І. Чвертко, В. Т. Чередничок, К. А. Ющенко. Коли кафедру зварювального виробництва очолив доктор технічних наук, професор Іван Романович Пацкевич, спільними зусиллями кафедри і керівництва ІЕЗ було розроблено принципи цільової підготовки спеціалістів. Лекції і лабораторні заняття по багатьох навчальних дисциплінах проводились безпосередньо в Інституті електрозварювання. Науково- дослідницька робота студентів, дипломні роботи і проекти також виконувались в лабораторіях ІЕЗ. Організовували навчальні заняття студентів в ІЕЗ академік В. К. Лєбєдєв, доктор технічних наук В. Р. Рябов і кандидат технічних наук В. М. Бернадський.

### Факультет в період 1972 і по сьогодення
Відродження зварювального факультету відбулося за ініціативою академіка Бориса Євгеновича Патона в 1975 р. Першим деканом оновленого зварювального факультету з 1975 по 2002 рік був к.т.н., професор Анатолій Матвійович Сливінський. В 1977 р. було завершено будівництво корпуса для зварювального факультету загальною площею 6000 м2 , з яких понад 300 м2 — складали лабораторії.
В тому ж році спільним рішенням Президіума НАН України і Міністерства освіти на базі зварювального факультету було створено Навчальний центр зварювання як спільний з ІЕЗ ім. Є. О. Патона навчально-науковий підрозділ, в якому крім підготовки інженерів проводилися всі види перепідготовки і підвищення кваліфікації спеціалістів зварювального виробництва різних рівнів. В УЦЗ до 1996 р. успішно працював семінар-практикум ЮНІДО по підготовці спеціалістів-зварників із країн, що розвиваються. Директором центра протягом багатьох років був І. Р. Пацкевич. По структурі Навчальний центр зварювання складався із зварювального факультету і наукового відділу ІЕЗ.
На сьогоднішній день до складу зварювального факультету входять такі кафедри: зварювального виробництва, електрозварювальних установок, відновлення деталей машин та цільової магістерської підготовки для Академії наук.
Кафедра зварювального виробництва — одна із найстарших в КПІ, в її активі багато наукових і педагогічних розробок. З 1993 року завідувач кафедри доктор технічних наук, професор Володимир Михайлович Прохоренко. За час існування кафедри її співробітники опублікували більше 30 монографію і більше 3000 наукових статей. Серед випускників кафедри більше 30 докторів і більше 310 кандидатів технічних наук.
Кафедру електрозварювальних установок було створено в 1978 р. Організатором і першим завідувачем кафедри був доктор технічних наук, професор Валерій Павлович Черниш. З 2001 року кафедру очолює д.т.н., професор Сергій Костянтинович Фомічов. На кафедрі розвиваються наукові напрямки з магнітного керування процесом зварювання під керівництвом д.т.н., професора Романа Миколайовича Рижова; з прогнозування і управління якістю зварювання під керівництвом к.т.н., доцента Ігоря Олеговича Скачкова; з моніторингу напруженого стану зварювальних конструкцій під керівництвом д.т.н., професора Сергія Костянтиновича Фомічова; зварювання в медицині під керівництвом д.т.н. Олексія Володимировича Лєбєдєва.
Розвиток споріднених до зварювання процесів став запорукою виникнення нової інженерної спеціальності, пов'язаної з газоелектротермічним нанесенням покриття. Підготовка спеціалістів цього напрямку за ініціативою факультету почалася в НТУУ «КПІ» у 1989 р. З 1991 року цю підготовку здійснює кафедра відновлення деталей машин. Організатором і першим завідувачем кафедри був кандидат технічних наук, доцент Владислав Михайлович Духно. З 1994 року по 2001 рік кафедрою завідував доктор технічних наук, професор Віктор Миколайович Корж. З 2001 року кафедру очолює д.т.н., професор Валерій Дмитрович Кузнецов. Кафедра успадкувала наукову школу К. К. Хрєнова і М. М. Борта і стала єдиним в країні колективом, що займається розробкою обладнання і технології газополуменевої обробки металів.
За участю Інституту електрозварювання ім. Є. О. Патона в 1994 р. було створено Український атестаційний комітет зварювальників, в якому зварювальний факультет займається розробкою програм підготовки і атестації газо- і електрозварників, програм атестації експертів УАКЗ і членів атестаційних комісій, програм підготовки і атестації інструкторів по зварюванню. За 1996—1998 роки в Україні створено систему атестації спеціалістів зварювального виробництва, яка відповідає європейським і міжнародним стандартам.
Факультет тісно співпрацює в галузі підготовки спеціалістів з іноземними країнами. В 1988 р. завдяки допомозі співробітників зварювального факультету було організовано Навчальний центр зварювання на Кубі в університеті Лас-Вільяс. Налагоджено тісну співпрацю з Інститутом зварювання і променевої технології Магдебурзького університету ім. Отто-фон-Геріке. Частина студентів виконує дипломні роботи в Магдебурзі, де проводиться спільна підготовка аспірантів. Директор Інституту зварювання і променевої технології професор Х. Герольд за активну співпрацю з нашим університетом отримав почесне звання доктора Національного технічного університету України «Київський політехнічний інститут». У 2009 році відбувся перший захист магістерської роботи студентом зварювального факультету Красноруцьким С. в Університеті ім. Отто-фон-Геріке.
За час свого існування зварювальний факультет не раз ставав законодавцем в тому чи іншому аспекті підготовки спеціалістів. По ініціативі факультету були відкриті спеціальності, що відносяться до зварювальних установок і нанесення покриття. Структура і принципи формування навчальних планів, навчальних дисциплін і програм також часто розроблялись кафедрами зварювального факультету.
З 2002 року і до сьогодні деканом зварювального факультету є д.т.н., професор Фомічов Сергій Костянтинович. На факультеті працює 5 професорів, 25 доцентів, 6 старших викладачів, 7 асистентів. З дня створення факультету і до 1984 р. заступником декана з навчально-виховної роботи був Корж Віктор Миколайович. З 1984 року по 1989 рік посаду заступника декана обіймав Валерій Володимирович Лисак, який у період 1989—1990 роки був виконуючим обов'язків декана факультету. З 1989 року по 1995 рік на посаді заступника декана був Віктор Миколайович Коперсак. З 1996 року і по теперішній час заступником декана з навчально-виховної роботи є Віталій Петрович Бойко.
Останні 10 років факультет готує магістрів, їх кількість склала більше 150. Більше 30 років заступником декана з навчально-методичної роботи був Чертов Ігор Маркович. З 2008 року ці обов'язки виконує Валерій Андрійович Пахаренко. Крім українських студентів, на факультеті навчаються студенти з Ірану і Китаю.
З 2006 року на зварювальному факультеті, як і на всіх факультетах НТУУ «КПІ», здійснюється структурна реформа навчального процесу, направлена на впровадження положень Болонської декларації. На І, ІІ, ІІІ курсах вже діє кредитно-модульна система організації навчального процесу, а для оцінки успішності студентів застосовують рейтингову систему.
Студенти зварювального факультету постійно беруть участь у Всеукраїнських студентських олімпіадах по зварювальним дисциплінам і займають призові місця. Студенти-магістранти і аспіранти виступають з доповідями на щорічних наукових конференціях.
Факультет підготував більше 4 тисячі спеціалістів. Випускники працюють в конструкторських і технологічних відділах провідних підприємств, які займаються розробкою нового обладнання, систем автоматизації і нових технологічних процесів.
У 2008 році зварювальний факультет був сертифікований Національним органом Міжнародного інституту зварювання з навчання міжнародних інженерів-зварників і відбувся випуск першої групи студентів факультету, які отримали сертифікат міжнародних інженерів-зварників.
Зараз Зварювальний факультет НТУУ «КПІ» — визнаний в Україні і за її межами центр науково-методичної роботи у сфері підготовки спеціалістів високого рівня, задіяних в зварювальному виробництві.

## Склад факультету

### Кафедра зварювального виробництва
Кафедра зварювального виробництва (скор. ЗВ) заснована 1935 року академіком Є. О. Патоном. Навчальна програма кафедри направлена на підготовку спеціалістів із розробки технологій зварювання, зварювальних матеріалів із заданими властивостями, проектування механічного обладнання, діагностики і прогнозування надійності та працездатності зварних констру-кцій, сертифікації та управління якістю у виробництві.
Кафедра готує бакалаврів та магістрів спеціальності «Технологія та устаткування зварювання».
Серед розробок кафедри слід відзначити:
- технології зварювання та оснащення різних матеріалів та конструкцій з усіх галузей машинобудування;
- схеми розрахунку імовірних деформацій зварних конструкцій для різних технологічних процесів;
- схеми визначення основних параметрів режимів зварювання для різних способів.

На даний час кафедру очолює професор, д.т.н. В. В. Квасницький.

### Кафедра електрозварювальних установок
Кафедра електрозварювальних установок (скор. ЕЗУ) заснована 1978 року професором В. П. Чернишом. Кафедра готує спеціалістів із розробки нових поколінь зварювального обладнання та робототехнологічних комплексів для зварювання, систем керування зварювальними установками та лініями на основі мікро-ЕОМ, у тому числі на базі розробки та використання математичних моделей та штучного інтелекту.
Кафедра готує бакалаврів та магістрів спеціальності «Зварювальні установки».
На кафедрі створено:
- технологію та обладнання для підводного зварювання трубопроводів;
- системи моніторингу якості у режимі поточного часу на основі нейронних мереж;
- технологію та обладнання для зварювання із магнітним перемішуванням;
- моделі обладнання та процесів зварювання з урахуванням їх фізичних особливостей.

На даний час кафедру очолює професор, д.т.н. С. К. Фомічов.

### Кафедра інженерії поверхні
Кафедра інженерії поверхні (в минулому відновлення деталей машин) була організована на Зварювальному факультеті НТУУ «КПІ» у 1989 р. із числа викладачів факультету.
У 1992 році на Зварювальному факультеті започаткований прийом студентів на нову спеціальність за багатоступеневою системою підготовки за схемою бакалавр зварювання — спеціаліст-магістр.
На основі освітньо-професійної програми вищої освіти за професійним спрямуванням зварювання (сукупності норм до обов'язкового мінімуму змісту рівня підготовки бакалавра) затвердженої Міністерством освіти України у травні 1994 року були розроблені навчальні плани підготовки бакалаврів зварювання і інженерів із спеціальності 7.092304 «Обладнання та технологія підвищення зносостійкості і відновлення деталей машин».
Наказом Міністерства освіти України № 321 від 18.11.1994 року НТУУ «КПІ» було видано ліцензію на підготовку фахівців з вищою освітою кваліфікаційного рівня «спеціаліст» за спеціальністю 7.092304 з ліцензійним обсягом 60 чоловік.
У 1997-му році, у зв'язку з упорядкуванням номенклатури спеціальностей, шифр і назва змінилися на 7.092303 «Технологія і устаткування відновлення та підвищення зносостійкості машин і конструкцій»
Кафедра Відновлення деталей машин є структурним підрозділом зварювального факультету Національного технічного університету України «Київський політехнічний інститут», акредитованого в повному обсязі за IV рівнем акредитації.
18 січня 2010 року кафедру перейменовано в кафедру «Інженерії поверхні»
Першим завідувачем кафедри був доцент Духно В. М., якого у 1993 році змінив на цьому посту проф. Корж В. М. Починаючи з 2001 р. і досі кафедру очолює проф. Кузнецов В. Д.

## Спільний факультет машинобудування Національного технічного університету України «КПІ» і Магдебурзького університету ім. Отто фон Геріке
Зварювальний факультет входить до складу заснованого у 2002 році Спільного факультету машинобудування Національного технічного університету України «КПІ» і Магдебурзького університету ім. Отто фон Геріке. Спільний факультет — міждержавна та міжвузівська установа, яку створено з метою вдосконалення підготовки фахівців для задоволення потреб машинобудівних та металургійних підприємств України, що працюють із країнами ЄС, а також спільних українсько-німецьких фірм та організацій.
За напрямом «Зварювання» на Спільному факультеті здійснюється підготовка магістрів зварювання, які вільно володіють німецькою мовою, європейськими стандартами в галузі зварювання та споріднених процесів і технологій, знаються на сучасній зварювальній техніці та обладнанні. Спільний факультет підтримує підготовку наукових кадрів за спеціальністю «Зварювання та споріднені процеси і технології» в рамках виконання міжнародних науково-дослідних робіт.
Навчання у Магдебурзі для студентів зварювального факультету здійснюється на базі Інституту матеріалознавства та зварювання. Інститут надає можливість здобуття базової освіти в області матеріалознавства, технології та обладнання виготовлення й обробки матеріалів, зварювання та споріднених процесів і технологій, а також променевої обробки матеріалів. Одними з головних напрямків науково-дослідної діяльності Інституту є розробка та вдосконалення способів та процесів одержання нероз'ємного з'єднання сучасних металічних матеріалів, а також дослідження механізмів утворення гарячих тріщин при зварюванні. Поруч із застосуванням традиційних способів зварювання та паяння, велика увага приділяється також і дослідженню гібридних променево-дугових технологій, які відкривають нові можливості в області з'єднання матеріалів. Сучасні вимоги до забезпечення як належного рівня експлуатаційних властивостей матеріалу зварного з'єднання, так і тривалої міцності та надійності зварної конструкції в цілому, зумовлюють широке впровадження в наукову діяльність Інституту та навчальний процес методів комп'ютерного моделювання. Важливе значення для автомобільної індустрії, енергетики, хімічної промисловості, медицини, мікросистемної техніки та інших науково містких галузей відіграють науково-дослідні роботи Інституту в області розробки та подальшого вдосконалення технологій з'єднання нових матеріалів із обмеженою здатністю до зварювання.

## Міжнародний інженер-зварювальник (IWE)
Кваліфікація Міжнародного інженера-зварювальника (IWE) є найвищою з чотирьох рівнів підготовки персоналу зварювального виробництва згідно керівного документу Міжнародного інституту зварювання IAB-252-2007. Згідно стандарту ISO 3834, частина 5 вона дозволяє обіймати посади, пов'язані із координацією зварювального виробництва вищого рівня. Вона передбачає вирішення широкого спектра завдань, починаючи із вибору технології та матеріалів зварювання, завершуючи плануванням виробничого процесу та визначенням його економічної ефективності.
Протягом навчання слухачі відвідують лекції, практичні та лабораторні заняття з дисциплін, згрупованих у чотири модулі: «Зварювальні процеси та обладнання», «Матеріали та їхня поведінка при зварюванні», «Розрахунок і проектування зварних конструкцій», «Зварювальне виробництво».
Факультет є уповноваженим навчальним центром з підготовки, атестації та перекваліфікації зварювального персоналу за програмами Міжнародного інституту зварювання.
Можливі кваліфікаційні рівні:
- Міжнародний інженер зварник
- Міжнародний технолог зварник
- Міжнародний спеціаліст зварник

Випускники Зварювального факультету НТУУ «КПІ», які отримали диплом інженера або бакалавра з напрямку «Зварювання» мають змогу навчатися за скороченою програмою.

## Програма подвійного диплому
Випускники бакалаврату Зварювального факультету мають можливість взяти участь у програмі подвійного диплому Зварювального факультету Національного технічного університету України «Київський політехнічний інститут» та Факультету машинобудування Федерального університету м. Уберландія (Бразилія) [Архівовано 28 червня 2013 у Wayback Machine.].

## Партнери з працевлаштування
- «Енергоатом» м. Славутич, пр. Ентузіастів, 7
- ВАТ «Більшовик»
- ЗАТ «АТЕК», м. Київ, пр. Перемоги, 83
- ТОВ «Дабалюкс Сервіс» м. Київ, бул. Вацлава Гавела, 8
- ТОВ «ЦСК-Профіль», м. Київ, пр. Перемоги,53
- «Електронагрівач»
- КЕМЗ «Зварка», м. Київ, просп. Московський, 23
- Завод пакувального обладнання «Термо-пак», м. Біла Церква
- ПП «Дослідно-експериментальний механічний завод», смт. Буча, Київська обл.
- ВАТ «Укрпластик», м. Київ
- Завод металічних конструкцій «Металіст», м. Київ
- ТОВ "Технобудспецпроект", м. Київ, вул. Автопаркова, 7б
- ВАТ ЕМЗ «Металіст»
- «Генератор», вул. Новокостянтинівська, 18
- ТОВ «ТРИ», Полтавська обл., смт. Чорнухи, вул. Перелета, 9
- НВП «Мадек», м. Київ, вул. Польова, 24
- ДАХК «Артем», м. Київ
- ІЕЗ ім. Є. О. Патона, м. Київ, вул. Казимира Малевича,11
- ВАТ «Шосткінський завод хімічних реактивів»
- НВФ «Пульс», м. Київ
- ДКТБ ІЕЗ ім Є. О. Патона, м. Київ, вул. Казимира Малевича,11
- Завод «Кузня на Рибальському» м. Київ
- ТОВ «Кінг Капітал», м. Київ, вул. Івана Франка,4
- Приватна Агропромислова Компанія «Таганка», м. Каховка, вул. Південна,4
- ВАТ «Шепетіський завод культиваторів», м. Шепетівка, Хмельницької обл., вул. Тітова, 1а
- «Укрспецтерм», м. Київ, вул. Казимира Малевича, 57
- ТОВ «Клімат Інжинірінг»
- Інженерний центр зварювання тиском ІЕЗ іи. Є. О. Патона
- ТОВ "Виробниче об'єднання «ТЕХНА», м. Новгород-Волинський, ЖитомирськоЇ обл.
- НВП «Мадек», м. Київ, вул Польова, 24 та інш.
- КЕМЗ «ЗВАРКА», просп. Московський 23, м. Київ, 04073;
- ЗАТ «КССРЗ», вул. Набережно-Лугова, м. Київ, 040718;
- Дослідний завод зварювального устаткування ІЕЗ ім. Є. О. Патона, вул. І. Кудрі, 5, м. Київ, 01042;
- ІЕЗ ім. Патона НАН України, вул. Казимира Малевича, 11, м. Київ, 03150;
- ДКТБ ІЕЗ ім. Є. О. Патона НАН України, вул. Казимира Малевича, 11, м. Київ, 03150;
- АВІАНТ Київський авіаційний з-д, 03062, м. Київ, просп. Перемоги, 100/1;
- АНТК ім. О. К. Антонова, 03062, м. Київ, вул. Туполева Академіка, 1;
- Київський державний завод «Буревісник», 02081, Київ, вул. Здолбунівська, 2;
- Завод «РАДАР», 03068, Київ, вул. Предславинська, 35;
- Київенергоремонт ВАТ, пров. Електриків, 15; м. Київ, 04071,
- Завод Будшляхмаш, 03119, Київ, вул. Дегтярівська, 21;
- Дарницький вагоноремонтний з-д 02092, Київ, вул. Алма-Атинська, 74;
- ПКТБ рухомого складу Укрзалізниці, 02092, Київ, вул. Алма-Атинська, 74;
- ВАТ "Експериментально — механічний завод «МЕТАЛІСТ», 04655, м. Київ, вул. Лебединська, 4; СП «Вагоноремонтний завод» КП «Київський метрополітен», 02100 м. Київ, вул. Вифлеємська, 30;
- КБ «Артилерія» ДНТЦ АСО, 03057, м. Київ, просп. Перемоги, 49/2;
- АТЕК АТ, 03062, м. Київ, просп. Перемоги, 83/2;
- Більшовик ВАТ, 03057, м. Київ, просп. Перемоги, 49/2;
- «Український науково-дослідний інститут по будівництву трубопроводів» ВАТ, 04114, м. Київ, вул. Полупанова, 21;
- ВАТ «Українськиї науково-дослідний та проектний інститут сталевих конструкцій», 02125, м. Київ, просп. Визволителів, 1;
- ДНТЦ ядерної і радіаційної безпеки, 03142, Київ, вул. Василя Стуса, 35?37
- ЗАТ Київське центральне конструкторське бюро арматуробудування,
- 0313, м. Київ, вул. Полковника Шутова, 9;
- Гнідинцівський газопереробний завод, м. Варва;
- СЗ мостових технологічних конструкцій м. Сарни;
- ДП Чорнобильське МУ ВАТ «ПТЕМ», с. Погреби;
- Рівненська АЕС, м. Вараш.

## Абітурієнту
Дні відкритих дверей: 21 березня о 14:00, 27 квітня о 10:00 корп. № 23, ауд. 230
Прийом документів: з 1 по 31 липня (НТУУ «КПІ», корп. 16, кімн. 142. Зарахування за результатами сертифікатів УЦОЯО з української мови та літератури, математики та фізики.